# Krebskolonie
Krebskolonie — второй студийный альбом группы Eisregen, выпущенный в 1998 году лейблом Last Episode Records.

## Лирика
Одним из самых провокационных текстов на данном альбоме является текст композиции Krebskolonie, который повествует о том, что в будущем появится заражающий людей вирус, от которого не будет никакого противоядия. И тогда инфицированных людей будут изолировать от здоровых отправляя их в колонии и, таким образом, проблема их излечения отпадёт. При этом Майкл Рот отмечает, что речь не идёт о больных раком людях:

И мы совсем не веселимся над этим. Это история, которую я хотел рассказать, а рак только повод для истории, и здесь нет ничего общего с реальностью.

## Список композиций
1. "Vorabend der Schlacht" – 6:26
2. "Nachtgeburt" – 1:57
3. "Scharlachrotes Kleid" – 5:27
4. "Krebskolonie" – 7:35
5. "Für Euch, die Ihr lebt " – 2:54
6. "Das kleine Leben" – 8:54
7. "Blass-blaue Lippen" – 4:15
8. "Abglanz vom Licht" – 5:37
9. "Futter für die Schweine" – 4:25
10. "Thüringen" – 4:20

## Участники записи
- Майкл Рот − вокал
- Michael "Bursche" Lenz − гитара, бас-гитара
- Daniel "DF" Fröbing - клавишные
- Theresa "2T" Trenks - виолончель
- Ronny "Yantit" Fimmel − ударные